# Vladimir Markovnikov
Vladimir Vassilievitch Markovnikov (en russe : Владимир Васильевич Марковников) est un chimiste russe né le 22 décembre 1837 à Kniaguinino, dans le gouvernement de Nijni Novgorod et décédé le 11 février 1904 à Saint-Pétersbourg. Il est notamment connu pour sa célèbre règle de Markovnikov utilisée pour prévoir la structure moléculaire des réactions d'addition.

## Biographie
Après des études dans les universités de Kazan et de Saint-Pétersbourg, il part deux ans en Allemagne en 1860 pour effectuer des travaux de recherche sous la direction d'Erlenmeyer et de Kolbe. De retour en Russie, il devient professeur à l'université de Kazan et enseigna également à Odessa et Moscou.
Son œuvre majeure reste ses travaux sur la régiosélectivité observée lors des réactions d'addition électrophile sur des alcènes dissymétriques qu'il effectua en 1869. Les résultats de ces travaux ont abouti à la fameuse règle de Markovnikov mais ne furent connus hors de Russie qu'à partir de 1899 lorsqu'ils ont été traduits du russe.
Il s'intéressa également à la synthèse de dérivés cycliques. À l'époque, seuls les composés cycliques à six carbones étaient accessibles, Markovnikov réussit à préparer un dérivé cyclobutanique (quatre carbones) en 1879 puis un dérivé cycloheptanique (sept carbones) en 1889.
Il démontra également que les acides butyrique (ou butanoïque) et isobutyrique possèdent la même formule brute et qu'ils sont donc isomères.

## Règle de Markovnikov
Markovnikov a notamment montré que le produit obtenu majoritairement lors d'une réaction d'addition électrophile est celui obtenu via le carbocation le plus stable (qui est alors un intermédiaire réactionnel). La stabilité du carbocation (qui découle du postulat de Hammond en cinétique) augmente d'abord du fait de la délocalisation des électrons, puis dans une moindre mesure diminue avec la présence d'un atome très électronégatif présentant une lacune électronique, et enfin de la classe du carbocation. Par exemple, l'addition d'un acide d'halogène (HCl, HBr, HI) sur la liaison double carbone-carbone d'un alcène se fait selon la règle de Markovnikov : l'hydrogène se fixe sur carbone le plus hydrogéné.